# 田中治男
田中 治男（たなか はるお、1935年3月 - ）は、日本の政治学者。成蹊大学名誉教授。

## 略歴
1958年京都大学文学部哲学科西洋哲学史専攻卒、64年東京大学大学院法学研究科博士課程修了、「フランス自由主義の生成と展開 コンスタン・ギゾー・トックヴィルの自由及び秩序観を中心として」で法学博士。1965年東京外国語大学助教授、教授、88年成蹊大学法学部教授、2003年帝京平成大学教授、2007年退職。

## 著書
- 『フランス自由主義の生成と展開――19世紀フランス政治思想研究』 東京大学出版会, 1970
- 『西欧政治思想』 放送大学教育振興会, 1989、改訂版1993
- 『西欧政治思想』 岩波書店, 1997

共著
- （西尾孝司・野地洋行・上村忠男）『近代政治思想史（4） 産業化と大衆時代の政治思想』 有斐閣, 1978

共編
- （有賀弘・内山秀夫・鷲見誠一・藤原保信）『政治思想史の基礎知識――西欧政治思想の源流を探る』 有斐閣, 1977
- （木村雅昭・鈴木董）『フランス革命と周辺国家』 リブロポート, 1992

## 翻訳
- ジョン・プラムナッツ『イデオロギー』福村出版, 1972
- J・フランケル『国際関係論』東京大学出版会（UP選書）, 1972
- F・M・ワトキンス『イデオロギーの時代』福村出版, 1973
- ピーター・カルヴァート『革命』福村出版, 1977
- シェルドン・S・ウォーリン『西欧政治思想史』福村出版, 1978
- R・ドゥラテ『ルソーの合理主義』木鐸社, 1979
- J・フランケル『国際関係論新版』東京大学出版会（UP選書）, 1980
- アイザイア・バーリン『バーリン選集』岩波書店, 1983-1992
- ジァンフランコ・ポッジ『現代社会理論の源流――トクヴィル、マルクス、デュルケム』宮島喬共訳、岩波書店, 1986
- S・ルークス, J・プラムナッツ『個人主義と自由主義』平凡社, 1987
- モンテスキュー『法の精神』共訳、全3巻、岩波書店, 1987-1988、岩波文庫、1989
- モンテスキュー『ローマ人盛衰原因論』栗田伸子共訳、岩波文庫, 1989
- イマニュエル・ウォーラーステイン『世界経済の政治学――国家・運動・文明』同文舘出版, 1991
- セバスティアン・デ・グラツィア『地獄のマキアヴェッリ』法政大学出版局, 1995
- アイザイア・バーリン『バーリン ロマン主義講義――美術に関するA・W・メロン講義、1965年国立美術ギャラリー、ワシントンDC』岩波書店, 2000、新版2010
- J‐M・クワコウ『政治的正当性とは何か――法、道徳、責任に関する考察』押村高,宇野重規共訳、藤原書店, 2000
- アンソニー・アーブラスター『ビバリベルタ!――オペラの中の政治』西崎文子共訳、法政大学出版局, 2001
- シェルドン・S・ウォーリン『政治とヴィジョン』福村出版, 2007

## 参考
- 田中治男教授年譜および著作目録「成蹊法学」2003-3